# Jan-Eric Sandberg
Jan-Eric Sandberg, född 4 juni 1952, är en svensk före detta professionell ishockeyspelare (forward).
Jan-Eric tog SM-guld med Skellefteå AIK 1978.